# Parietaria floridana
Parietaria floridana là loài thực vật có hoa trong họ Tầm ma. Loài này được Nutt. mô tả khoa học đầu tiên năm 1818.